# Zeke Zawoluk
Robert Michael Zawoluk, detto Zeke (Brooklyn, 13 ottobre 1930 – Spring Valley, 9 gennaio 2007), è stato un cestista statunitense, professionista nella NBA.

## Carriera
Venne selezionato dagli Indianapolis Olympians al secondo giro del Draft NBA 1952 (14ª scelta assoluta).

## Palmarès
- 2 volte NCAA AP All-America Second Team (1951, 1952)